# راما ثياو
راما ثياو (بالإنجليزية: Rama Thiaw)‏ (مواليد 30 أبريل 1978، نواكشوط) هي مُخرجة سينمائية وكاتبة سيناريو موريتانية سنغالية.

## طفولتها ومسارها التعليمي
وُلدت راما ثياو يوم 30 أبريل 1978 في نواكشوط عاصمة موريتانيا. قضت راما أول خمس سنوات من عُمرها في نواكشوط، قبل أن تنتقل رُفقة عائلتها للعيش في إحدى ضواحي داكار عاصمة السنغال. حصلت راما على دبلوم الماستر في الاقتصاد الدولي من جامعة السوربون في فرنسا. ثُم حصلت بعدها على شهادة جامعية في المجال السينمائي من جامعة باريس 8، ثُم حصلت بعدها على دبلوم ماستر من جامعة باريس 3 - السوربون الجديدة.

## روابط خارجية
راما ثياو على موقع IMDb (الإنجليزية)
- راما ثياو على موقع قاعدة بيانات الفيلم (الإنجليزية)